# Megalopsalis tumida
Megalopsalis tumida is een hooiwagen uit de familie Monoscutidae.